# أميرة ماريا أنطونيا من نابولي وصقلية
أميرة ماريا أنطونيا من نابولي وصقلية (بالإسبانية: María Antonia de Nápoles) (و. 1784 – 1806 م) هي سياسية، من إسبانيا، ولدت في كازيرتا، توفيت في آرنخويث، عن عمر يناهز 22 عاماً، بسبب سل.